# Ramphocelus nigrogularis
Ramphocelus nigrogularis là một loài chim trong họ Thraupidae.